# Henri Bauche
Henri Bauche (* 31. Mai 1880; † 2. Oktober 1947) war ein französischer Autor, Dichter, Theaterschriftsteller und Romanist.

## Leben und Werk
Bauche schrieb Stücke für das Grand Guignol, oft zusammen mit  André de Lorde. In der Romanistik ist er berühmt durch eine frühe Gesamtdarstellung des gesprochenen Französisch: Le Langage populaire. Grammaire, syntaxe et dictionnaire du français tel qu'on le parle dans le peuple de Paris avec tous les termes d'argot usuel, Paris 1920 (spätere Ausgaben 1928, 1946, 1951).

## Weitere Werke (Auswahl)
- A bas la France !, Paris 1930
- Le rêve sans fin, Paris 1993